# Hubert Elvin Rance

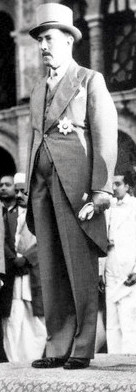
Hubert Elvin Rance (1948)

Generalmajor Sir Hubert Elvin Rance, GCMG, GBE, CB, (* 1898; † 1974) war von 1946 bis 1948 der letzte Gouverneur der britischen Kronkolonie Birma vor der Unabhängigkeit des Landes. Später war er Gouverneur von Trinidad und Tobago.

## Leben

### Karriere bis 1945
Rance trat 1916 in die British Army ein und kämpfte mit dem Worcestershire Regiment im Ersten Weltkrieg. Später wurde er zum Royal Corps of Signals, den Fernmeldern der Army, versetzt. Im Zweiten Weltkrieg nahm er als Teil des britischen Expeditionskorps an der Evakuierung von Dünkirchen teil. Danach hatte er verschiedene Posten im War Office, wo er für die Organisation der Ausbildung zuständig war.

### Birma
1945 übernahm Rance nach der Rückeroberung Birmas durch britische Truppen und dem Rückzug der Kaiserlich Japanischen Armee die Leitung der Verwaltung, wurde aber 1946 zunächst durch den Vorkriegsgouverneur Reginald Dorman-Smith ersetzt. Allerdings entschied sich Premierminister Clement Attlee auf Anraten von Lord Mountbatten, Dorman-Smith durch Rance zu ersetzen, der sich für Verhandlungen mit Aung San und den birmanischen Nationalisten zum Zwecke einer baldigen Unabhängigkeit offener zeigte.
Ende August 1946 wurde Rance zum Gouverneur der Kronkolonie ernannt. Die ursprünglich im White Paper festgehaltene Politik einer langsamen Vorbereitung der Unabhängigkeit wurde aufgegeben. Rance sollte mit Aung San und seiner Anti-Fascist People’s Freedom League (AFPFL) zusammenarbeiten und so eine Radikalisierung der Nationalisten und den Aufstieg von Kommunisten verhindern und einen effektiven Schutz der Minderheiten im zukünftigen Birma erreichen.
Am 27. Januar 1947 wurde eine Vereinbarung zwischen Premierminister Attlee und Aung San unterzeichnet, nach der im April Wahlen abgehalten und die Unabhängigkeit baldmöglichst gewährt werden sollte. Nach der Ermordung Aung Sans im Juli 1947 ernannte Rance U Nu zum Premierminister, um größere Unruhen zu vermeiden und einen möglichst reibungslosen Übergang zu sichern. Am 4. Januar 1948 übergab Rance Präsident Sao Shwe Thaik in einer formellen Zeremonie die Souveränität.
Rance hatte inzwischen die Armee verlassen. 1948 wurde er als Knight Grand Cross des Order of St. Michael and St. George (GCMG) ausgezeichnet.

### Westindien
Vom 19. April 1950 bis zum Juni 1955 war Rance als Nachfolger von John Valentine Wistar Shaw Gouverneur von Trinidad und Tobago. Die Hubert Rance Street in San Fernandos Stadtteil Vistabella wurde nach ihm benannt.
Rance war der Autor zweier Berichte, die 1950 vom Colonial Office in London veröffentlicht wurden: Development and welfare in the West Indies, 1947-49 und Report of the British Caribbean Standing Closer Association Committee, 1948-49. Im Mai 1956 veröffentlichte er außerdem den Artikel Burma’s Economic Problems in the Eastern World.